# الشركة الخيرية
الشركة الخيرية هي أول شركة ملاحية عثمانية.
تم تشكيلها سنة 1850 م حينما خصصت الدولة سفينة للقيام بالملاحة بين مرسى إستانبول والبسفور، وألغت بذلك الامتياز الذي كان ممنوحا لدول أجنبية.